# Les Films du Poisson
Les Films du Poisson — французская кинокомпания, основана в 1995 году Летицей Гонсалес и Яэль Фогель (фр. Laetitia Gonzalez, Yaël Fogiel).

## Избранная фильмография
- 2013 «Привратники», реж. Дрор Море
- 2012 «Земля забвения», реж. Михаль Боганим
- 2010 «Турне», реж. Матьё Амальрик, Приз за лучшую режиссуру (Каннский кинофестиваль)
- 2010 «Дерево», реж. Жюли Бертуччелли (Каннский кинофестиваль 2010: внеконкурсная программа)
- 2007 «Медузы», реж. Этгар Керет (Золотая камера на Каннском кинофестивале)
- 2003 «С тех пор, как уехал Отар», реж. Джули Бертучелли
- 2000 «Путешествие», реж. Эмануэль Финкель
- 1997 «Мадам Жак на набережной Круазет», реж. Эмануэль Финкель